# تاسمانی جنوبی
تاسمانی جنوبی (به انگلیسی: Southern Tasmania) یکی از ده ناحیه ایالت تاسمانی در کشور استرالیا است. رودخانه‌های این ناحیه نقش بسزایی در زندگی مردم این منطقه دارند. از تأمین آب آشامیدنی تا جابجایی و تأمین نیروی برق‌آبی و منبع جذب گردشگر. رودخانه درونت (به انگلیسی: River Derwent) و رودخانه گوردون (به انگلیسی: Gordon River) از جمله این رودهای تأثیرگذار هستند. این ناحیه دارای ۳۲۶۳ کیلومتر خط ساحلی است که ۳۹ درصد از ساحل تاسمانی را به خود تعلق داده است. این ناحیه از پوشش گیاهی متنوعی بهره می‌برد. از جنگل با قدمت چندهزار ساله تا دشت‌های گل و سواحل خشک و بدون پوششی گیاهی.
جمعیت این منطقه بالغ بر ۲۳۷٬۰۰۰ نفر بوده که با نرخ رشد حدود ۱ درصدی همراه بوده‌است. ۸۸٫۷ درصد از مردم این ناحیه متولد تاسمانی هستند و مابقی مهاجر هستند. تناه در حدود ۱ درصد از مردم این ناحیه با زبانی غیر از زبان انگلیسی تکلم می‌کنند. در حدود ۱۳ درصد از ساکنان این منطقه مجرد هستند که این بالاترین نرخ خانواده‌های تک‌نفره در کل قاره اقیانوسیه می‌باشد. همچنین نرخ بیکاری این ناحیه  ۸٫۱ درصد می‌باشد که ۰٫۷ درصد کمتر از نرخ بیکاری در کل تاسمانی است. همچنین ۴۰ درصد از مرد در منزل دارای کامپیوتر شخصی‌باشند و ۲۵ درصد از ساکنان نیز کاربر اینترنت هستند.